# Peter Wells
Peter Kenneth Wells (ur. 17 kwietnia 1965 w Portsmouth) – angielski szachista i autor książek o tematyce szachowej, arcymistrz od 1994 roku.

## Kariera szachowa
Trzykrotnie zdobył tytuły mistrza Wielkiej Brytanii juniorów, w latach 1978 (w kategorii do 14 lat), 1979 (do 16 lat) oraz 1980 (do 18 lat). W 1984 r. reprezentował Anglię na rozegranych w Kiljavie mistrzostwach świata juniorów do 20 lat. Czterokrotnie dzielił II miejsca w mistrzostwach Wielkiej Brytanii, w latach 1991 (za Julianem Hodgsonem), 1999 (za Julianem Hodgsonem), 2001 (za Josephem Gallagherem) oraz 2004 (za Jonathanem Rowsonem). W 2003 i 2005 r. dwukrotnie reprezentował Anglię na drużynowych mistrzostwach Europy, natomiast w 2004 – na szachowej olimpiadzie. W 2002, 2003 i 2007 r. trzykrotnie zdobył tytuł mistrza Wielkiej Brytanii w szachach szybkich.
W 1997 r. wystąpił w rozegranym w Groningen pucharowym turnieju o mistrzostwo świata, w I rundzie przegrywając z Borysem Altermanem.
Odniósł szereg sukcesów w turniejach międzynarodowych, m.in.:
- dz. II m. w Edynburgu (1989, za Julianem Hodgsonem, wspólnie ze Stuartem Conquestem i Andrew Martinem),
- dz. II m. w Chartres (1990, za Mladenem Palacem, wspólnie z m.in. Glennem Flearem i Aleksą Strikoviciem),
- dz. III m. w Dublinie (1991, turniej Telecom Éireann, za Julianem Hodgsonem i Michaelem Adamsem, wspólnie z Glennem Flearem, Rasetem Ziatdinowem i Grigorijem Kajdanowem),
- II m. w Oakham (1993, za Władisławem Tkaczowem),
- dz. II m. w Budapeszcie (1993, turniej First Saturday FS03 GM, za Jozsefem Horvathem, wspólnie z Peterem Leko),
- dz. III m. w Antwerpii (1994, za Paulem van der Sterrenem i Wiktorem Korcznojem, wspólnie z Nickiem de Firmianem i Mebitem Ollem),
- dz. I m. w Budapeszcie (1995, turniej First Saturday FS04 GM, wspólnie z Istvanem Boroczem),
- dz. II m. w Linares (1995, turniej strefowy, za Miguel Illescasem Córdobą, wspólnie z Anthony Milesem, Olivierem Renetem, Loekiem van Wely, Paulem van der Sterrenem, Manuelem Apicellą i Johnem van der Wielem)
- dz. III m. w Budapeszcie (1997, turniej Honved-B, za Csabą Horvathem i Attilą Czebe, wspólnie z Gyulą Izsakiem),
- II m. w Londynie (1998, za Erikiem van den Doelem),
- dz. II m. w Herclijji (1998, za Arnaud Hauchardem, wspólnie z Philippem Schlosserem i Lwem Psachisem),
- dz. I m. w Berlinie (1999, wspólnie z Romanem Slobodjanem, Mladenem Muše i Edvinsem Kengisem),
- I m. w Herclijji (2000),
- dz. I m. w Budapeszcie (2000, wspólnie z Robertem Ruckiem),
- dz. III m. w Fürth (2002, za Konstantinem Landą i Zacharem Jefimienko, wspólnie z Igorem Chenkinem, Vlastimilem Jansą i Tigerem Hillarpem Perssonem),
- I m. w Londynie (2003),
- dz. III m. w Gibraltarze (2004, za Nigelem Shortem i Surya Gangulym, wspólnie z Aleksiejem Driejewem i Pentalą Harikrishną),
- I m. w Waischenfeldzie (2005),
- III m. w Caerleon (2007, za Maratem Dżumajewem i Stewartem Haslingerem),
- II m. w Southend-on-Sea (2008, memoriał Jacka Speigela, za Davidem Howellem).

Najwyższy ranking w karierze osiągnął 1 lipca 1995 r., z wynikiem 2545 punktów zajmował wówczas 9. miejsce wśród angielskich szachistów.

## Publikacje
- The Scotch Game (1998), Sterling, ISBN 978-0-7134-8466-3
- Winning With the Trompowsky (2004), Sterling, ISBN 978-0-7134-8795-4
- Chess Explained: The Queen’s Indian (2006), Gambit Publications, ISBN 978-1-904600-49-7
- Grandmaster Secrets – The Caro-Kann (2007), Gambit Publications, ISBN 978-1-904600-61-9